# Dávid Holman
Dávid Holman (* 17. března 1993, Érsekvadkert) je maďarský fotbalový záložník a bývalý reprezentant, od července 2023 hráč maďarského mužstva Budapest Honvéd FC. Mimo Maďarsko působil na klubové úrovni v Polsku a na Slovensku. Nastupuje na pozici ofenzivního záložníka.

## Klubová kariéra
Svoji fotbalovou kariéru začal v týmu Dunakanyar-Vác FC, odkud v mládeži zamířil do mužstva MTK Budapešť. V srpnu 2009 se vrátil do Vácu, ale obratem odešel nejdříve na hostování do celku Érsekvadkerti SE a poté do klubu Ferencvárosi TC, kam následně v létě 2011 přestoupil a nastupoval zde také za rezervu. Na podzim 2014 s Ferencvárosi postoupil po remíze 1:1 a výhře 2:1 přes Sliemu Wanderers z Malty do druhého předkola Evropské ligy UEFA 2014/2015, ve kterém kvůli zranění nehrál, jeho tým vypadl s chorvatským mužstvem HNK Rijeka (prohry 0:1 a 1:2). V zimním přestupovém období ročníku 2014/15 zamířil hostovat do polského celku Lech Poznań a po půl roce s ním získal ligový titul. S Poznaní postoupil na podzim 2015 přes Videoton FC z Maďarska (výhry 3:0 a 1:0) do základní skupiny I Evropské ligy UEFA 2015/2016, kde Lech v konfrontaci s kluby CF Os Belenenses (Portugalsko), FC Basilej (Švýcarsko) a ACF Fiorentina (Itálie) skončil na třetím místě a do vyřazovací části nepostoupil.

### Debreceni VSC

#### Sezóna 2015/16
Před jarní částí sezony 2015/16 se vrátil do vlasti a přestoupil z Ferencvárosi do týmu Debreceni VSC. Svoji ligovou premiéru v dresu Debrecenu si odbyl ve 20. kole hraném 13. února 2016 v souboji s mužstvem Vasas SC (výhra 4:0), odehrál celý zápas a ve 35. minutě zvyšoval na 3:0. Podruhé v sezoně během tohoto angažmá skóroval 20. 2. 2016 v následujícím kole proti celku Paksi SE a podílel se na domácím vítězství 2:0.

#### Sezóna 2016/17
S Debreceni postoupil přes klub La Fiorita 1967 ze San Marina (výhry 5:0 a 2:0) do druhého předkola EL, ve kterém VSC vypadlo s běloruským týmem Torpedo-BelAZ Zhodino po prohrách 1:2 a 0:1.
Svoji první přesnou trefu v ročníku zaznamenal 10. září 2016 v souboji s týmem Újpest FC, VSC porazilo svého soka 2:1. Podruhé skóroval od 14 dní později proti mužstvu Diósgyőri VTK (výhra 3:1), když ve 27. minutě otevřel skóre zápasu. Následně dal gól do sítě Vasasu (prohra 1:2) a celku Gyirmót SE (výhra 2:1). Své páté branky docílil v 16. kole, když v souboji se svým bývalým zaměstnavatelem, klubem MTK Budapešť, srovnal v 94. minutě na konečných 1:1. Poté se prosadil dvakrát ve 28. kole hraném 22. dubna 2017 v souboji s celkem Szombathelyi Haladás VSE a podílel se na vítězství 4:2.

### ŠK Slovan Bratislava
V srpnu 2017 přestoupil za 700 tisíc € na Slovensko do Slovanu Bratislava, s jehož vedením uzavřel čtyřletý kontrakt. Ve Slovanu dostal dres s číslem 27.

#### Sezóna 2017/18
Ligovou premiéru v dresu týmu si odbyl 19. srpna 2017 v 5. kole v derby proti Spartaku Trnava (výhra 2:1), nastoupil na 75 minut střetnutí. Poprvé v lize za Slovan skóroval v sedmém kole proti mužstvu MFK Ružomberok (výhra 2:1), když ve 34. minutě zvyšoval na 2:0. Svůj druhý ligový gól v dresu Slovanu zaznamenal 14. 10. 2017 v souboji s Tatranem Prešov (výhra 3:2), trefil se ve 30. minutě. Potřetí v ročníku skóroval ve 21. kole hraném 24. 2. 2018 proti klubu MŠK Žilina a v souboji o druhé místo tabulky se podílel na vysokém vítězství 6:0. Následně se střelecky prosadil 18. března 2018 na domácím hřišti proti týmu FC DAC 1904 Dunajská Streda (výhra 2:0), když ve 24. minutě otevřel skóre zápasu. 1. 5. 2018 skóroval ve finále slovenského poháru hraného v Trnavě proti celku MFK Ružomberok, "belasí" zvítězili v poměru 3:1 a obhájili tak zisk této trofeje z předešlé sezony 2016/17. Svoji pátou ligovou branku v ročníku zaznamenal v posledním 32. kole v odvetě s Žilinou (výhra 3:2), když v 18. minutě srovnal z pokutového kopu na 1:1.

#### Sezóna 2018/19
Se Slovanem Bratislava postoupil přes moldavské mužstvo FC Milsami Orhei (výhry 4:2 a 5:0) a klub Balzan FC z Malty (prohra 1:2 a výhra 3:1) do třetího předkola Evropské ligy UEFA 2018/19, v němž "belasí" vypadli po výhře 2:1 a prohře 0:4 s rakouským celkem Rapid Vídeň.
Poprvé v ročníku skóroval 22. července 2018 v úvodním kole v souboji s ViOnem Zlaté Moravce – Vráble (výhra 4:1), když v 15. minutě srovnal na 1:1 a dal díky tomu první ligový gól "belasých" v sezoně. Svoji druhou ligovou branku v sezoně vsítil 11. 11. 2018 ve 45. minutě zápasu proti týmu FC Nitra, Slovan zvítězil na půdě soupeře v poměru 2:1. Potřetí v ročníku dal gól v souboji s Ružomberkem, když v 76. minutě srovnal na konečných 1:1. Svůj čtvrtý přesný zásah zaznamenal proti Michalovcím (výhra 4:1), když v 54. minutě dal branku na 2:1. Se Slovanem získal 14. dubna 2019 po výhře 3:0 nad mužstvem MŠK Žilina šest kol před koncem sezony mistrovský titul. Popáté v sezoně skóroval ve 29. kole hraném 5. 5. 2019 v odvetě s Ružomberkem (prohra 2:3), trefil se v sedmé minutě. Svoji šestou branku v ročníku dal v následujícím kole při oslavách 100 let od založení klubu v odvetném střetnutí s Žilinou, "belasí" porazili soupeře doma v poměru 6:2.

#### Sezóna 2019/20
Se Slovanem se představil v prvním předkole Ligy mistrů UEFA 2019/2020 proti černohorskému celku FK Sutjeska Nikšić a po vypadnutím s tímto soupeřem bylo jeho mužstvo přesunuto do předkol Evropské ligy UEFA 2019/2020, kde s "belasými" postoupil přes kosovský klub KF Feronikeli (výhry doma 2:1 a venku 2:0), tým Dundalk FC z Irska (výhry doma 1:0 a venku 3:1) a řecké mužstvo PAOK Soluň (výhra doma 1:0 a prohra venku 2:3) do skupinové fáze. Se Slovanem byl zařazen do základní skupiny K, kde v konfrontaci s kluby Beşiktaş JK (Turecko), SC Braga (Portugalsko) a Wolverhampton Wanderers FC (Anglie) skončil s "belasými" na třetím místě tabulky a do jarního play-off s nimi nepostoupil. V pohárové Evropě dvakrát skóroval, trefil se v odvetě s Feronikeli a v prvním utkání s Dundalkem.
Poprvé v sezoně v lize zaznamenal gól 10. 8. 2019 v souboji s ViOnem Zlaté Moravce – Vráble a podílel se na vysokém vítězství 4:0 na domácí půdě. Velmi povedené střetnutí zažil 28. září 2019 v desátém kole proti Nitře, když svými brankami ze 39., z 40. a 53. minuty výrazně pomohl "belasým" k vítězství 5:0. Holman v tomto utkání zaznamenal svůj první hattrick v profesionální kariéře. V 15. kole vsítil v 70. minutě jediný a tudíž vítězný gól v odvetě se Zlatými Moravcemi - Vráblemi. Se Slovanem obhájil titul z předešlé sezony 2018/19. S "belasými" ve stejném ročníku triumfoval i ve slovenském poháru a získal tak s týmem „double“. V červenci 2020 byl zařazen do nejlepší jedenáctky roka.

#### Sezóna 2020/21
Za Slovan odehrál zápas druhého předkola Evropské ligy UEFA 2020/21 proti finskému mužstvu Kuopion Palloseura, se kterým po prohře 1:2 po penaltovém rozstřelu společně se svými spoluhráči ze soutěže vypadl. Své první ligové branky v sezoně dosáhl 11. 8. 2020 proti Zemplínu Michalovce (výhra 5:0), když v 72. minutě zvyšoval na 3:0. Následně se dvakrát trefil proti Ružomberoku a podílel se na vysoké výhře 5:0, prosadil se ve 30. a v 60. minutě. Počtvrté v ročníku skóroval v dohrávce čtvrtého kola hraného 30. 9. 2020 v souboji s klubem FK Senica. V rozmezí 15.-17. kola dal čtyři góly v odvetách, dva zaznamenal proti Senici (výhra 3:0), po jedné brance dal do sítí mužstev AS Trenčín (výhra 2:0) a FC Spartak Trnava (výhra 3:0). V zimním přestupovém období ročníku 2020/21 podepsal s klubem stejně jako jeho tehdejší spoluhráči Joeri de Kamps, Ibrahim Rabiu a Vladimír Weiss mladší novou smlouvu platnou na 2,5 roku. Svou devátou ligovou branku v sezoně dal 11. dubna 2021 v souboji proti v té době druhému týmu tabulky FC DAC 1904 Dunajská Streda (remíza 2:2), když v sedmé minutě otevřel z penalty skóre zápasu. Na jaře 2021 vybojoval se Slovanem již třetí ligový primát v řadě. Zároveň s mužstvem získal podruhé za sebou po výhře 2:1 po prodloužení nad celkem MŠK Žilina domácí pohár a klubu pomohl poprvé v jeho historii k obhájení doublu. Podesáté v ročníku vstřelil gól v posledním 32. kole proti týmu AS Trenčín (výhra 2:0).

#### Sezóna 2021/22
Před podzimní částí sezony se zranil a Slovanu byl k dispozici až od jara. V ročníku 2021/22 pomohl svému zaměstnavateli již ke čtvrtému titulu v řadě, což Slovan dokázal jako první v historii slovenského fotbalu. 21. 5. 2022 nastoupil za Slovan proti Žilině ke svému jubilejnímu stému ligovému zápasu za bratislavské mužstvo.

#### Sezóna 2022/23
Se Slovanem postoupil po domácí remíze 0:0 a venkovním vítězství 2:1 po prodloužení přes Dinamo Batumi z Gruzie do druhého předkola Ligy mistrů UEFA 2022/23, v němž však nestačili po výhře 2:1 venku a prohře 1:4 doma na maďarský celek Ferencvárosi TC z hlavního města Budapešti. V dalších zápasech už kvůli zranění nehrál. Jeho spoluhráči následně nepřešli ani po přesunu do třetího předkola Evropské ligy UEFA 2022/2023 přes Olympiakos Pireus z Řecka (remíza 1:1 venku a prohra 2:3 doma po penaltovém rozstřelu), avšak hráli ještě ve čtvrtém předkole - play-off Evropské konferenční ligy UEFA 2022/23 proti bosenskému klubu HŠK Zrinjski Mostar, kde po venkovní prohře 0:1 a výhře 3:1 po rozstřelu z pokutových kopů bybojovali postup do skupinové fáze této soutěže. Se Slovanem Bratislava byl zařazen do základní skupiny H, kde zažil tým konfrontaci se soupeři: FC Basilej (Švýcarsko), FK Žalgiris (Litva) a FC Pjunik Jerevan (Arménie). V ní však nenastoupil, protože nebyl kvůli opětovnému dlouhodobému zranění zařazen na soupisku pro Evropskou konferenční ligu UEFA. Jeho spoluhráči postoupili se ziskem 11 bodů jako vítěz skupiny poprvé v novodobé historii Slovanu Bratislava do jarní vyřazovací fáze některé evropské pohárové soutěže. V té také nehrál, Slovan vypadl po penaltovém rozstřelu s Basilejí. Holman v této sezoně pohárové Evropy nastoupil ke čtyřem střetnutím.
Poprvé a zároveň naposledy v ročníku se střelecky prosadil v úvodním kole proti tehdejšímu nováčkovi týmu FK Železiarne Podbrezová, když v 84. minutě snižoval z penalty na konečných 1:2. V zimě 2022/23 měl zamířit zpět do Maďarska, ale z přestupu nakonec sešlo. Na konci sezony získal se Slovanem Bratislava titul, který byl pro mužstvo již historicky pátý v řadě. V létě 2023 ve Slovanu po vypršení smlouvy skončil.

### Budapest Honvéd FC
Před ročníkem 2023/24 se po téměř šesti letech vrátil do vlasti a jako volný hráč (zadarmo) podepsal smlouvu s klubem Budapest Honvéd FC.

## Klubové statistiky
Aktuální k 7. červnu 2024
| Sezona    | Klub                     | Soutěž               | Zápasy | Góly |
| --------- | ------------------------ | -------------------- | ------ | ---- |
| 2009/2010 | Érsekvadkerti SE (host.) | 5. liga              | 6      | 1    |
| 2010/2011 | Ferencvárosi TC (host.)  | Monicomp Liga        | 0      | 0    |
| 2011/2012 | Ferencvárosi TC          | OTP Bank liga        | 1      | 0    |
| 2012/2013 | Ferencvárosi TC          | OTP Bank liga        | 4      | 0    |
| 2013/2014 | Ferencvárosi TC          | OTP Bank liga        | 22     | 3    |
| 2014/2015 | Ferencvárosi TC          | OTP Bank liga        | 0      | 0    |
| 2014/2015 | Lech Poznań (host.)      | T-Mobile Ekstraklasa | 1      | 0    |
| 2015/2016 | Lech Poznań (host.)      | T-Mobile Ekstraklasa | 3      | 0    |
| 2015/2016 | Debreceni VSC            | OTP Bank liga        | 13     | 2    |
| 2016/2017 | Debreceni VSC            | OTP Bank liga        | 26     | 7    |
| 2017/2018 | Debreceni VSC            | OTP Bank liga        | 5      | 0    |
| 2017/2018 | ŠK Slovan Bratislava     | Fortuna liga         | 27     | 5    |
| 2018/2019 | ŠK Slovan Bratislava     | Fortuna liga         | 24     | 6    |
| 2019/2020 | ŠK Slovan Bratislava     | Fortuna liga         | 18     | 5    |
| 2020/2021 | ŠK Slovan Bratislava     | Fortuna liga         | 24     | 10   |
| 2021/2022 | ŠK Slovan Bratislava     | Fortuna liga         | 7      | 0    |
| 2022/2023 | ŠK Slovan Bratislava     | Fortuna liga         | 4      | 1    |
| 2023/2024 | Budapest Honvéd FC       | Merkantil Bank Liga  | 27     | 4    |

## Reprezentační kariéra
Byl členem maďarských mládežnických reprezentací U19 a U21.

### A-mužsto
V A-týmu Maďarska debutoval v kvalifikačním zápase na Mistrovství Evropy 2020 hraném v Baku 8. červen 2019 proti Ázerbájdžánu, na hrací plochu přišel v průběhu druhého poločasu a v 71. minutě zvyšoval na konečných 3:1.

### Reprezentační zápasy a góly
Zápasy a góly Dávida Holmana v A-týmu maďarské reprezentace
| 2019                | 5 | 1 |
| Celkem              | 5 | 1 |
| Platí k 3. 12. 2020 |   |   |

Góly Dávida Holmana za A-mužstvo Maďarska
| 010                 | 8. 6. 2019 | Bakcell Arena, Baku, Ázerbájdžán | Ázerbájdžán | 01:3 0(71.) | 1:3 | Kvalifikace na ME 2020 |
| Platí k 11. 6. 2019 |            |                                  |             |             |     |                        |